# Grenzlehre

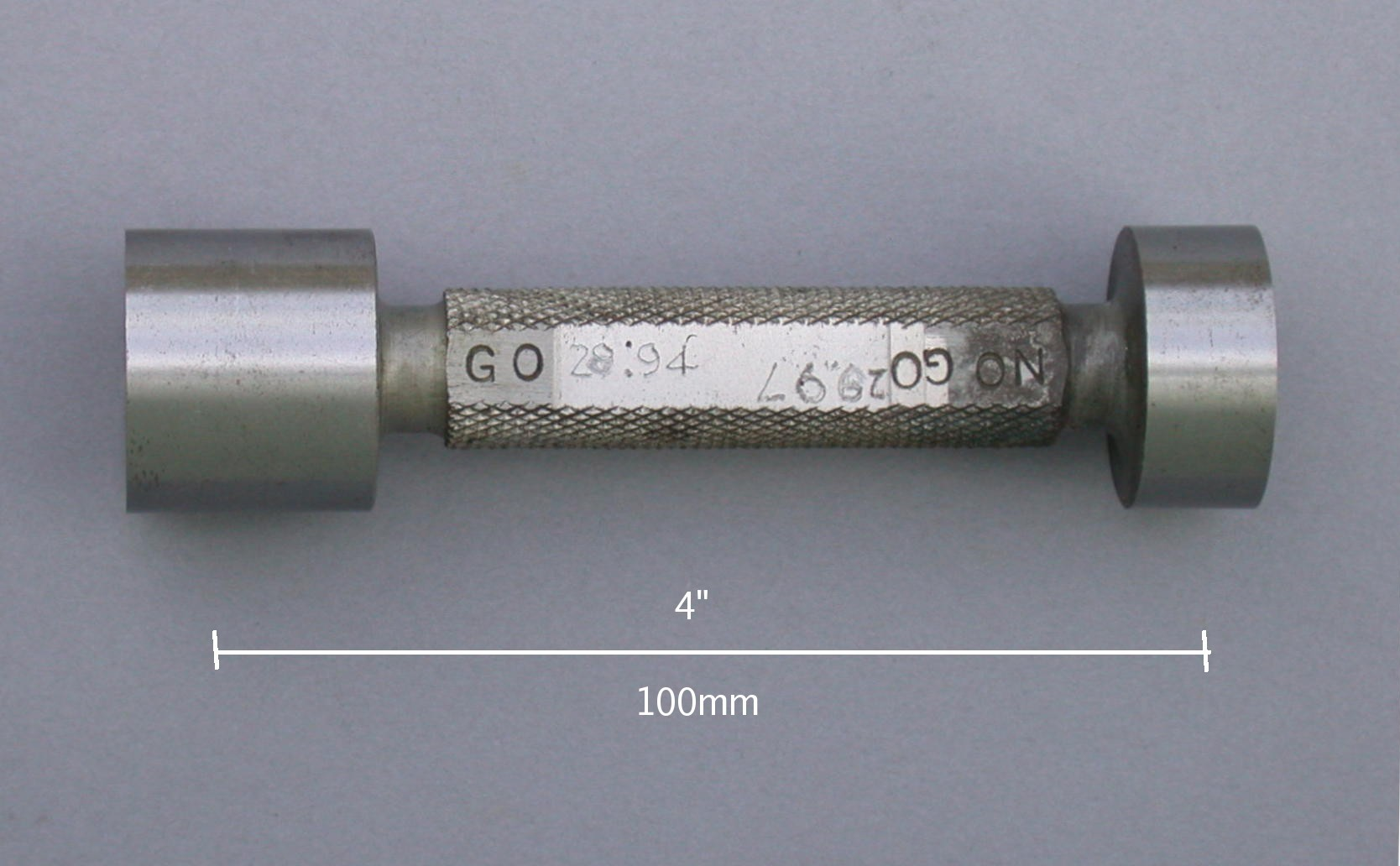
Grenzlehrdorn für Bohrungen

Grenzlehren (seltener Kaliberlehre oder Grenzrachenlehre) sind Lehren, die die zulässigen Höchst- und Mindestmaße eines Prüflings verkörpern. Geprüft wird mit Grenzlehren, ob das Istmaß eines Prüflings innerhalb der Toleranz eines vorgegebenen Sollmaßes liegt. Im Gegensatz zum Messen mit beispielsweise einem Messschieber oder einer Messschraube erhält man kein Maß in Form eines Zahlenwertes, sondern es lässt nur die Aussage zu, ob der Prüfgegenstand maßhaltig und eventuell formhaltig ist. Der große Vorteil einer Grenzlehre ist, dass diese billiger ist als z. B. eine Dreipunkt-Innenmessschraube, aber es trotzdem sehr gut möglich ist herauszufinden, ob das bearbeitete Werkstück „Ausschuss“, „Gut“ oder „Nacharbeit“ ist.

## Gemeinsamkeiten der Grenzlehren
Als Werkstoff kommt bei Grenzlehren meist Werkzeugstahl zum Einsatz. Als Prüffläche ist Hartmetall der bevorzugte Werkstoff, da es eine 20-fach höhere Verschleißfestigkeit als Stahl besitzt. Griffe aus Kunststoff schützen die Grenzlehren vor der Handwärme, welche die Lehre über die Normtemperatur von 20 °C erwärmen würde und damit die Maßhaltigkeit, aufgrund der Wärmedehnung, negativ beeinflusst. Bei der Verwendung der Grenzlehren ist weiterhin darauf zu achten, dass das zu prüfende Bauteil möglichst die gleiche Temperatur haben sollte wie die Grenzlehre. Beim Abschätzen der Ungenauigkeit kann grob von 11 µm je m und K ausgegangen werden.
Grenzlehren haben an einer Seite eine Gutlehre, die sich mit dem Prüfling paaren lässt, und am anderen Ende eine Ausschusslehre, welche eine rote Markierung trägt und sich nicht mit dem Prüfling paaren lassen darf. Die Ausschussseite kann man außerdem an einem weiteren Merkmal erkennen: Sie hat einen kurzen Zylinder, und das obere Grenzabmaß steht auf dieser Seite. Da die Gutlehre immer auf einen einwandfreien Prüfgegenstand passt, stellt sie eine Maß- und Formlehre dar. Die Ausschusslehre dagegen passt nie auf einen einwandfreien Prüfgegenstand, weswegen die Formhaltigkeit nicht überprüft werden kann. Sie ist eine reine Maßlehre.

### Taylorscher Grundsatz
Der Taylorsche Grundsatz (nach William Taylor) bezieht sich auf die Gestaltung und Anwendung von Lehren zur Prüfung von Passteilen.
Die Gutlehre, die man mit jedem als gut zu bezeichnenden Prüfgegenstand paaren kann, muss jedem Element der zu prüfenden Werkstückfläche ein eigenes Flächenelement entgegenstellen. Damit werden sowohl die Form als auch die Maße geprüft. Die Gutlehre muss also so ausgebildet sein, dass sie die zu prüfende Form in ihrer Gesamtheit prüft.
Die Ausschusslehre, die man mit einem als gut zu bezeichnenden Prüfgegenstand nicht paaren kann, soll dagegen so kleine Flächenelemente besitzen, dass sie durch Paarung mit sehr kleinen Elementen der zu prüfenden Werkstückfläche das Nichteinhalten der Grenzmaße anzeigt. Damit werden nur einzelne Maße des Prüfgegenstandes geprüft.

## Grenzlehren für Innenmaße

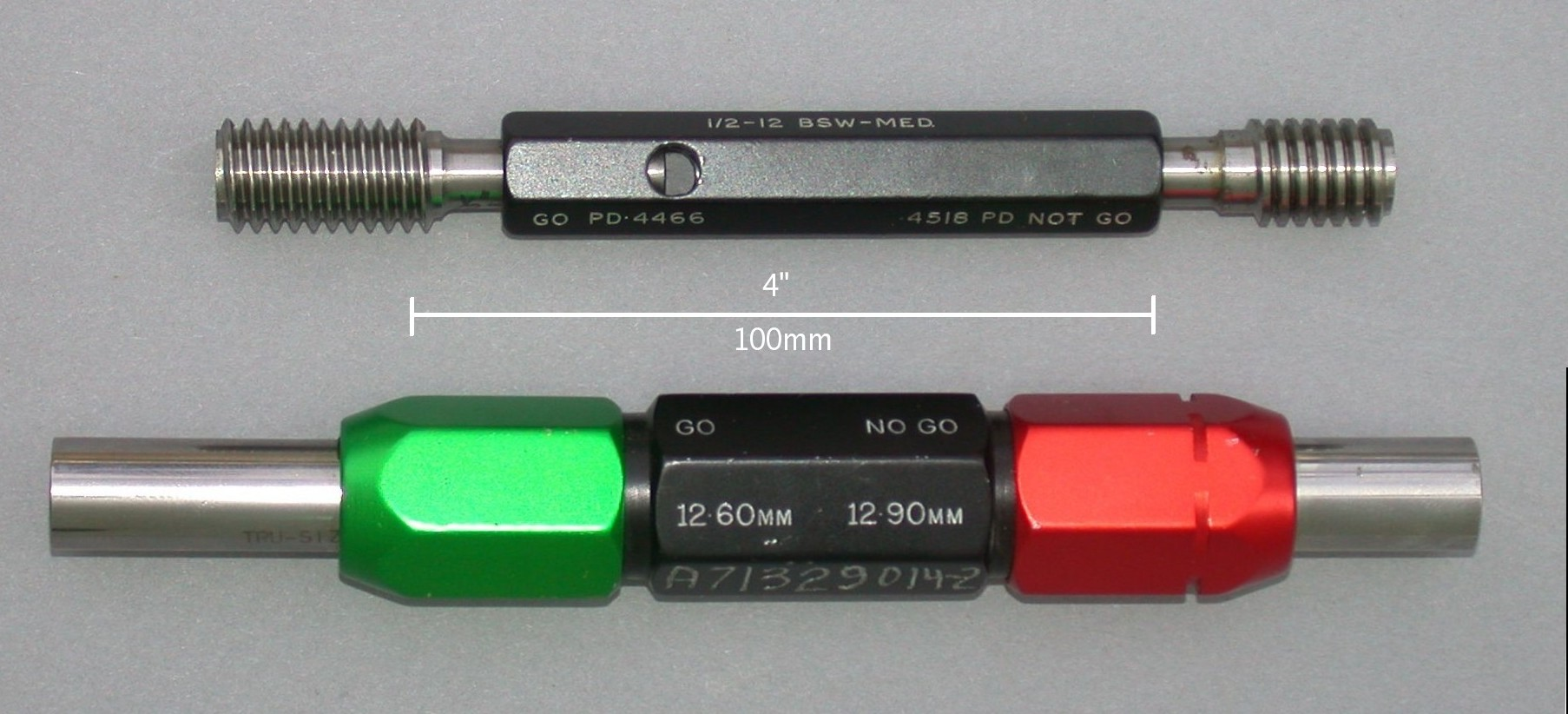
Gewinde-Grenzlehrdorn (oben) und Grenzlehrdorn mit austauschbarer Gut- und Ausschussseite (unten)

Um Bohrungen und Nuten zu prüfen, verwendet man Grenzlehrdorne. Ist die zu prüfende Fläche flach, kommen auch spezielle Grenz-Flachlehren zum Einsatz. Die Messflächen können verschieden ausgebildet sein, z. B. als Zylinder, Kugel, Sechskant oder Vierkant oder auch als Gewinde. Die Gutseite verkörpert das Mindestmaß und muss durch leichten Druck (0,85 Nm) in die Bohrung oder Nut gleiten. Die Ausschussseite darf nur anschnäbeln. Beim Gewinde-Lehrdorn hat die Ausschussseite zwei Gewindegänge und prüft nur den Flankendurchmesser. Gemäß der Norm ISO 1502:1996 (Metrische ISO-Gewinde allgemeine Anwendung) Kapitel 7.2.2 Abschnitt c, darf die Ausschussseite eines Gewindegrenzlehrdorns maximal 2 Umdrehungen eingedreht werden können. Die Umdrehungen werden beim Herausdrehen gezählt. Die Gutseite hat einen wesentlich längeren Zylinder als die Ausschussseite und ist häufig mit Hartmetallleisten bestückt. An den Enden ist jeweils das Grenzmaß eingraviert. Handelsübliche Grenzlehrdorne weisen im Neuzustand an der Gutseite üblicherweise ein Verschleißübermaß auf, so dass der aufgedruckte Wert „0“ mit dem tatsächlichen Wert nicht übereinstimmt. Beispiel: Ein Grenzlehrdorn 6 H7 hat im Neuzustand auf der Gutseite ein Maß von 6,0027 mm, obwohl die Toleranz von 6,000 bis 6,0129 definiert ist. Dieses Verschleißübermaß ist aber nur auf der Gutseite anzutreffen.

## Grenzlehren für Außenmaße

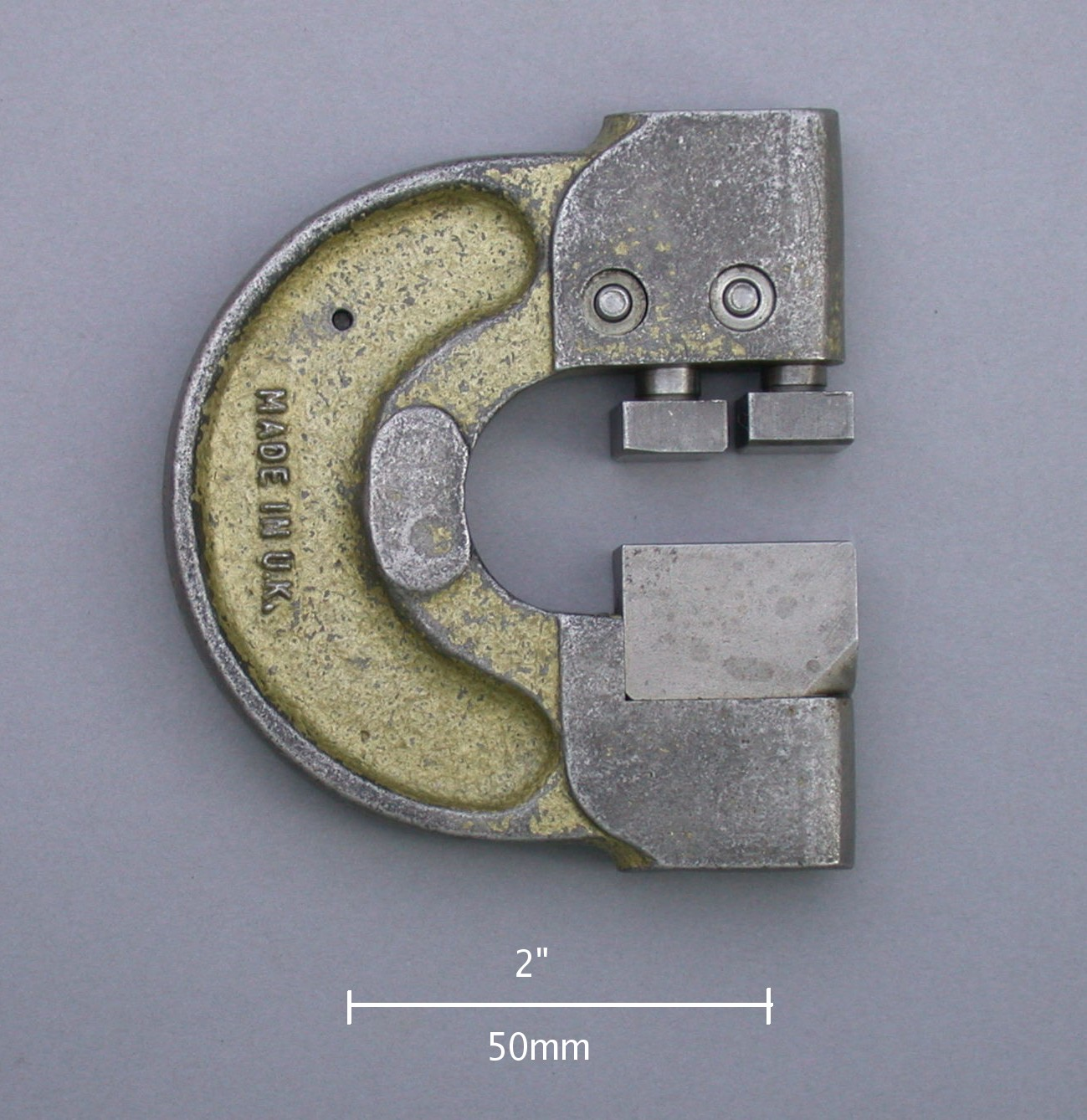
Grenzrachenlehre für Außenmaße

Grenzrachenlehren und Grenzlehrringe, für Außengewinde auch Lehrmutter genannt, bilden das Gegenstück zu Grenzlehrdornen. Mit ihnen werden Außenmaße an Wellen oder Gewinden geprüft. Im Gegensatz zu anderen Grenzlehren, die beidseitig eine Lehre besitzen, verkörpert der Lehrring nur ein Grenzmaß. Für jede Prüfung braucht man daher zwei Lehrringe. Die Gutseite verkörpert das Höchstmaß und ist dicker als die Ausschussseite. Ansonsten gilt das gleiche wie beim Grenzlehrdorn.

## Gewinde-Grenzrollenrachenlehre

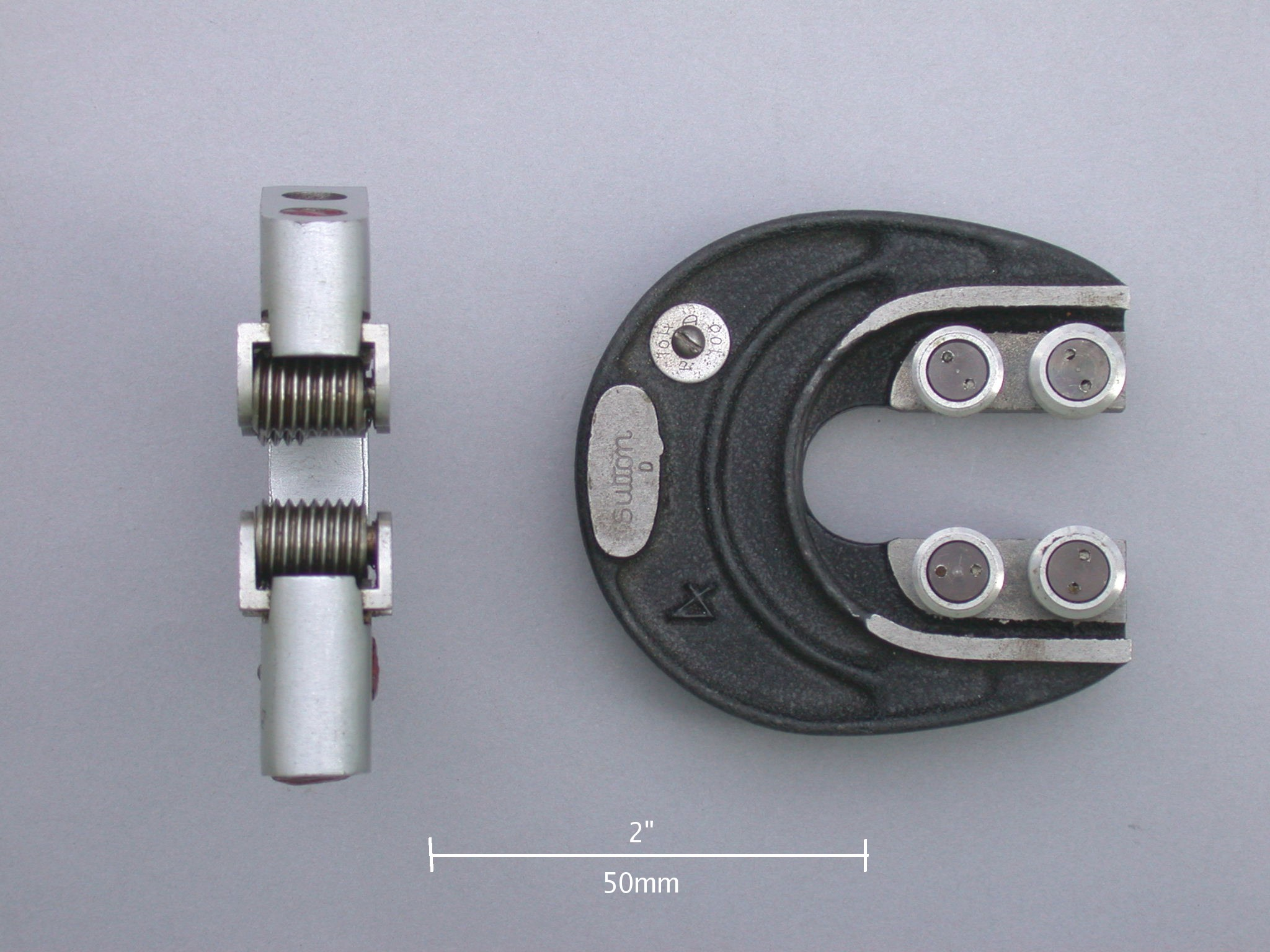
Gewinde-Grenzrachenlehre

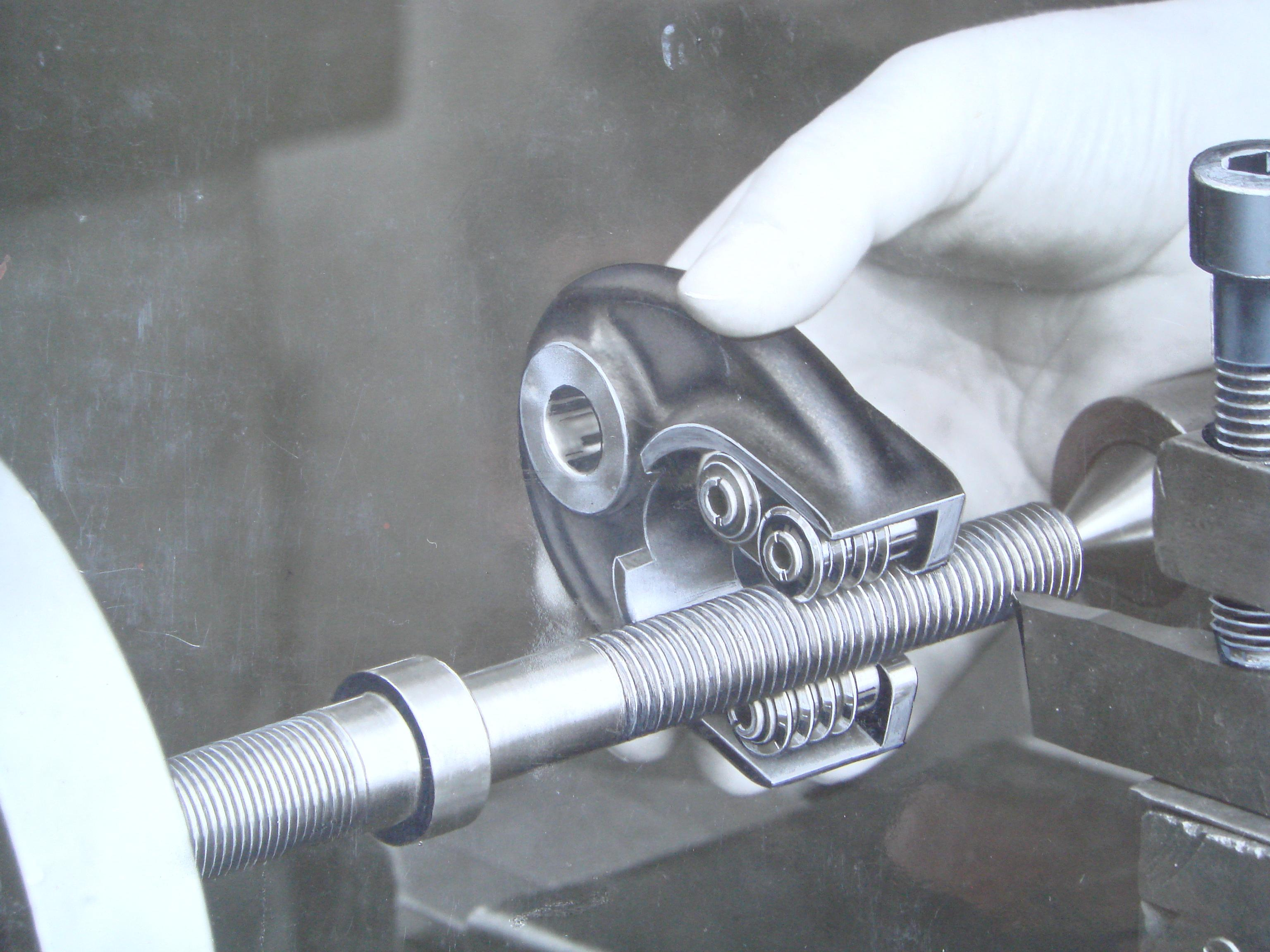
Eine Gewinde-Grenzrachenlehre, sogenannte AGGRA-Lehre, der Firma Kordt, Eschweiler, in der Anwendung

Die Rollen der Gewinde-Grenzrollenrachenlehre sind steigungslos, wodurch Rechts- und Linksgewinde in gleicher Weise geprüft werden können. Die Einstellung des Rollenabstands wird durch einen Gewinde-Einstellmeister vorgenommen. Die Rollen sind auf Achsen drehbar gelagert, um den Verschleiß der Tastelemente zu verringern. Bei jeder Lehrung drehen sich die Rollen mit dem Prüfling. Der Verschleiß ist entsprechend geringer als bei einem Gewinde-Lehrring. Die vorderen Rollen verkörpern das Höchstmaß, haben das volle Gewindeprofil und bilden die Gutseite. Die Rollen der Ausschussseite haben nur einen Gang. Passt der Prüfling durch die vorderen Rollen, bleibt aber bei den dahinterliegenden Ausschussrollen hängen, erfüllt er die Anforderungen. Die Gewinde-Grenzrollenrachenlehre ist unter dem Markennamen „AGGRA“-Lehre (AußenGewindeGrenzrollenRAchenlehre) in Europa bekannt geworden und war vor allem in den 1950er und 1960er Jahren erfolgreich. Neben dem geringen Verschleiß war der wesentliche Vorteil dieser Lehre, dass Werkstücke in der Maschine geprüft werden konnten, ohne diese auszuspannen. Gewinde-Grenzrollenrachenlehren wurden ab den 1970er Jahren durch messende Drei-Rollen-Geräte abgelöst.